# Gobo (Wakayama)
Gobo (御坊市 -shi) é uma cidade japonesa localizada na província de Wakayama.
Em 2003 a cidade tinha uma população estimada em 27 483 habitantes e uma densidade populacional de 627,75 h/km². Tem uma área total de 43,78 km².
Recebeu o estatuto de cidade a 1 de Abril de 1954.